# Шеннін Соссамон
Шеннон Марі Кагулані Соссамон (англ. Shannon Marie Kahoolani Sossamon); нар. 3 жовтня 1978 року у Гонолулу, Гаваї) — американська акторка, співачка, музикантка, танцюристка та режисерка. Популярність їй принесли фільми «Історія лицаря» та «40 днів і 40 ночей».
Як музикантка була вокалісткою і барабанщицею Warpaint, де грає її сестра Дженні Лі Ліндберг, з 2004 по 2008 рік. Вона раптово покинула гурт після запису їхнього першого мініальбому. Єдиний запис Соссамон з гуртом — мініальбом Exquisite Corpse 2008 року.

## Життєпис
Народилася в Гонолулу, Гаваї, у родині Шеррі Соссамон і Тодда Ліндберга, а виросла у Ріно, штат Невада. Вона має французькі, гавайські, голландські, англійські, ірландські, філіппінські і німецькі корені. Після закінчення школи переїхала до Лос-Анджелеса, де сподівалася зробити кар'єру танцюристки. Вона знялася в кількох телевізійних рекламних роликах, а також підробляла діджейкою у місцевих клубах. У 1999 році директор з кастингу Франсіна Мейслер помітила Соссамон на вечірці з нагоди дня народження брата Гвінет Пелтроу, де вона допомагала діджею.

## Кар'єра
Її першою роллю у кіно стала провідна жіноча роль у пригодницькому фільмі «Історія лицаря». Для отримання ролі Джоселін вона пройшла п'ять прослуховувань. У 2002 році Соссамон зіграла кохану героя Джоша Гартнетта у романтичній комедії «40 днів і 40 ночей». Після цього знялася у фільмі «Правила сексу», знятому Роджером Евері за романом Брета Істона Елліса. Знявшись ще в одній картині з Гітом Леджером «Пожирач гріхів», Соссамон тимчасово припинила зніматися у зв'язку з вагітністю. У 2002 році отримала премію Young Hollywood Awards. У 2003 році вона народила сина Аудіо Саєнса (Audio Science) . Соссамон повернулася у кіно у 2005 році, хоча на менш важливі ролі у менш помітних фільмах.
У фільмах «Самогубці: історія кохання» (2006) і «Один пропущений дзвінок» (2008) Шеннін Соссамон виконала головні ролі. Також зіграла невелику роль романтичній комедії «Відпустка за обміном», яка вийшла у грудні 2006 року. У 2007 році Соссамон з'явилася у фільмі жахів «Катакомби», де також грала Pink.

## Фільмографія
Станом на  04.10.2020

| Рік       |    | Українська назва                    | Оригінальна назва                            | Роль                                  |
| --------- | -- | ----------------------------------- | -------------------------------------------- | ------------------------------------- |
| 2021      | ф  | Немає святих                        | There Are No Saints                          | Інес                                  |
| 2021      | ф  | Велике свято                        | High Holiday                                 | Ліз Корксі                            |
| 2021      | ф  | Дружина гробаря                     | The Undertaker's Wife                        | Сара Девіс                            |
| 2019      | кф | Година після Вестерлі               | The Hour After Westerly                      | жінка                                 |
| 2018      | ф  | Примарне світло                     | Ghost Light                                  | Ліз Бет Стівенс                       |
| 2015—2016 | с  | Вейворд Пайнс                       | Wayward Pines                                | Тереза Берк (14 епізодів)             |
| 2015—2016 | с  | Сонна лощина                        | Sleepy Hollow                                | Пандора (18 епізодів)                 |
| 2015      | ф  | Сіністер 2                          | Sinister 2                                   | Кортні коллінз                        |
| 2014      | мс | За садовим парканом (мінісеріал)    | Over the Garden Wall                         | Лорна (голос, 1 епізод)               |
| 2013      | ф  | Крадіжка часу                       | Stealing Time                                | Софія                                 |
| 2013      | с  | Коханки                             | Mistresses                                   | Алекс (8 епізодів)                    |
| 2013      | кф | Бажання                             | Desire                                       | Мелоді                                |
| 2012      | вг | Hitman: Absolution                  | Hitman: Absolution                           | Джейд, звучення                       |
| 2012      | ф  | Кінець коханню                      | The End of Love                              | Лідія                                 |
| 2012      | кф | Велосипедист                        | The Cyclist                                  | дівчина                               |
| 2011      | ф  | Людина без голови                   | Man Without a Head                           | Гейзел («Ліщина»)                     |
| 2011      | ф  | Судний день                         | The Day                                      | Шеннон                                |
| 2011      | кф |                                     | Beastie Boys: Fight for Your Right Revisited | власниця кафе                         |
| 2010      | ф  | Дорога в нікуди                     | Road to Nowhere                              | Лорел Грем / Велма Дюран              |
| 2010      | с  | Як досягти успіху в Америці         | How to Make It in America                    | Джинджи Ву (8 епізодів)               |
| 2010      | ф  | Наше сімейне весілля                | Our Family Wedding                           | Ешлі Макфі                            |
| 2009      | кф | Джеррі                              | Jerry                                        | медсестра                             |
| 2009      | ф  | Важкий                              | The Heavy                                    | Клер                                  |
| 2009      | ф  | Веселе життя у Кректауні            | Life Is Hot in Cracktown                     | Консетта                              |
| 2007—2008 | с  | Місячне світло                      | Moonlight                                    | Кораліна Дюваль / Морган (9 епізодів) |
| 2008      | ф  | Один пропущений дзвінок             | One Missed Call                              | Бет Реймонд                           |
| 2007      | ф  | Катакомби                           | Catacombs                                    | Вікторія                              |
| 2007      | с  | Бруд                                | Dirt                                         | Кіра Клей (5 епізодів)                |
| 2006      | ф  | Відпочинок за обміном               | Holiday                                      | Меггі                                 |
| 2006      | ф  | Самогубці: історія кохання          | Wristcutters: A Love Story                   | Мікаль                                |
| 2005      | ф  | Полювання на привидів               | Chasing Ghosts                               | Тейлор Спенсер                        |
| 2005      | ф  | Нерозгадане                         | Undiscovered                                 | Джозі                                 |
| 2005      | кф | Двійник                             | The Double                                   | Мелані                                |
| 2005      | в  | Пожирач душ                         | Devour                                       | Марісоль                              |
| 2005      | ф  | Поцілунок навиліт                   | Kiss Kiss Bang Bang                          | Дівчина з рожевим волоссям            |
| 2005      | кф | Я ненавиджу тебе                    | I Hate You                                   | Джо                                   |
| 2004      | с  | Закон і порядок: Спеціальний корпус | Law & Order: Special Victims Unit            | Міра Деннінг (1 епізод)               |
| 2003      | ф  | Пожирач гріхів                      | The Order                                    | Мара Сінклер                          |
| 2003      | кф | Все про Мойсея                      | Wholey Moses                                 | Макс                                  |
| 2002      | ф  | Правила сексу                       | The Rules of Attraction                      | Лорен Гайнд                           |
| 2002      | ф  | 40 днів та 40 ночей                 | 40 Days and 40 Nights                        | Еріка Саттон                          |
| 2001      | ф  | Історія лицаря                      | A Knight's Tale                              | Джоселін                              |
| 1997      | с  | Містер Шоу                          | Mr. Show with Bob and David                  | Різні ролі (3 епізоди)                |

### Рекламні ролики
- The Gap: Denim: «Boys Who Scratch» (2001)
- The Gap: «Khaki Swing»
- Kmart
- Kodak
- Oldsmobile
- Pepsi
- Мартіні (2008) [4][5]

### Музичні відео
| Рік  | Назва                  | Виконавець                 | Роль            |
| ---- | ---------------------- | -------------------------- | --------------- |
| 2009 | Wicked Blood           | Sea Wolf                   | кохана дівчина  |
| 2006 | Not Just Words         | The Black Heart Procession |                 |
| 2001 | God Gave Me Everything | Мік Джаггер і Ленні Кравіц | Шеннін Соссамон |
| 2000 | Make Me Bad            | Korn                       | Шеннін Соссамон |
|      |                        | DJ Quik                    |                 |
| 1999 | Strong Enough          | Шер                        | подружка        |
| 1999 | Dizzy                  | Goo Goo Dolls              |                 |
| 1998 | It's Over Now          | Дебора Кокс                |                 |
| 1998 | Revolution 909         | Daft Punk                  |                 |

## Нагороди та номінації
| Рік  | Нагорода              | Організації            | Категорія                             | Робота                    | Примітки                   | Результат |
| ---- | --------------------- | ---------------------- | ------------------------------------- | ------------------------- | -------------------------- | --------- |
| 2008 | Teen Choice Award     | Teen Choice Awards     | Choice Movie Actress: Horror/Thriller | «Один пропущений дзвінок» |                            | Номінація |
| 2002 | MTV Movie Award       | MTV Movie + TV Awards  | Breakthrough Female Performance       | «Історія лицаря»          |                            | Номінація |
| 2002 | MTV Movie Award       | MTV Movie + TV Awards  | Best Kiss                             | «Історія лицаря»          | Разом із Гітом Леджер      | Номінація |
| 2002 | MTV Movie Award       | MTV Movie + TV Awards  | Best Musical Sequence                 | «Історія лицаря»          | Разом із Гітом Леджер      | Номінація |
| 2002 | Teen Choice Award     | Teen Choice Awards     | Film — Choice Chemistry               | «40 днів і 40 ночей»      | Разом із Джошем Гартнеттом | Номінація |
| 2002 | Young Hollywood Award | Young Hollywood Awards | Breakthrough Performance — Female     |                           |                            | Перемога  |
| 2001 | Teen Choice Award     | Teen Choice Awards     | Film — Choice Breakout Performance    | «Історія лицаря»          |                            | Номінація |
| 2001 | Teen Choice Award     | Teen Choice Awards     | Film — Choice Chemistry               | «Історія лицаря»          | Разом із Гітом Леджер      | Номінація |